# Городище (Грубешівський повіт)
Городище (пол. Horodyszcze) — село в Польщі, у гміні Долобичів Грубешівського повіту Люблінського воєводства. Населення — 59 осіб (2011).

## Назва
До другої світової війни село називалось Городище Варязьке.

## Історія
У 1882 році село належало до Сокальського повіту Королівства Галичини і Володимирії, у селі було 188 греко-католиків і 108 римо-католиків; і перші, і другі належали до парафій у Варяжі. Була також однокласова (тобто, з єдиним вчителем) філіальна школа.
На 1 січня 1939 року в селі мешкало 400 осіб, з них 310 українців-греко-католиків і 90 українців-римокатоликів.
27 вересня 1939 року відповідно до Пакту Молотова — Ріббентропа село було зайняте радянськими військами, але Договором про дружбу та кордон між СРСР та Німеччиною Сталін обміняв Закерзоння на Литву і до 12 жовтня радянські війська відійшли за Буг і Солокію та передали село німцям (включене до Дистрикту Люблін Генеральної губернії, у 1944 році — віддали Польщі, з умовою вивезення українців до СРСР).
21-25 липня 1947 року під час операції «Вісла» польська армія виселила з Городища на приєднані до Польщі північно-західні терени 101 українця. У селі залишилося 74 поляки. Ще 5 невиселених українців також підлягали депортації.
У 1975—1998 роках село належало до Замойського воєводства.

## Демографія
Демографічна структура станом на 31 березня 2011 року:
|          | Загалом | Допрацездатний вік | Працездатний вік | Постпрацездатний вік |
| -------- | ------- | ------------------ | ---------------- | -------------------- |
| Чоловіки | 26      | 2                  | 18               | 6                    |
| Жінки    | 33      | 5                  | 18               | 10                   |
| Разом    | 59      | 7                  | 36               | 16                   |